# Holophryxus quadratahumerale
Holophryxus quadratahumerale is een pissebed uit de familie Dajidae. De wetenschappelijke naam van de soort is voor het eerst geldig gepubliceerd in 1978 door Schultz.